# Pfarrkirche Neumarkt im Hausruckkreis

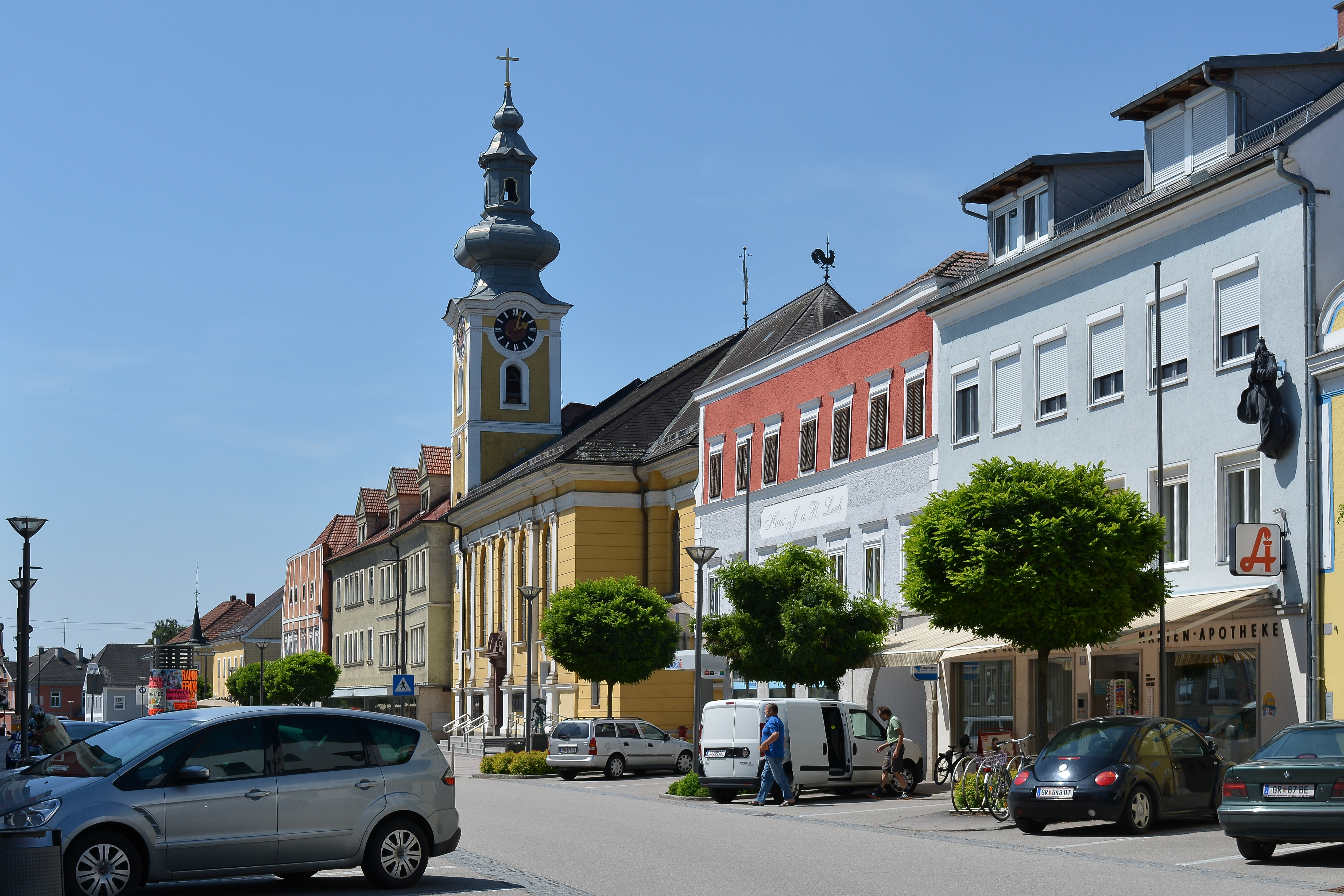
Kath. Pfarrkirche hl. Florian in Neumarkt im Hausruckkreis

Die Pfarrkirche Neumarkt im Hausruckkreis steht in der Marktgemeinde Neumarkt im Hausruckkreis in Oberösterreich. Die römisch-katholische Pfarrkirche hl. Florian gehört zum Dekanat Kallham in der Diözese Linz. Die Kirche steht unter Denkmalschutz.

## Geschichte
Neumarkt, erstmals 1220 urkundlich erwähnt, gehörte kirchlich ursprünglich zur Pfarre Taufkirchen an der Trattnach und später zur Pfarre Kallham. Die erste Kirche in Neumarkt wurde vermutlich Ende des 15. oder Anfang des 16. Jahrhunderts errichtet. 1536 stifteten Richter (Bürgermeister) und Rat von Neumarkt eine tägliche Messe in der St. Florianskirche, in der vorher nur an bestimmten Tagen von einem Priester aus Taufkirchen oder Kallham die Messe gelesen wurde. Dafür wurde ein Benefizium mit einem eigenen Kaplan eingerichtet. 1786 wurde Neumarkt von Kallham getrennt und zur eigenen Pfarre erhoben. 
Bei einem großen Marktbrand wurde die Kirche 1797 stark beschädigt. Nachdem die schlichte Kirche im 19. Jahrhundert zu klein geworden war, wurde sie 1892 abgerissen. Am Florianitag (4. Mai) 1893 wurde der Grundstein für die neue Kirche gelegt. Sie wurde von Juni 1892 bis Herbst 1893 nach Plänen von Raimund Jeblinger erbaut und 1895 geweiht. 1984 wurde sie außen, 1985 innen renoviert.

## Architektur

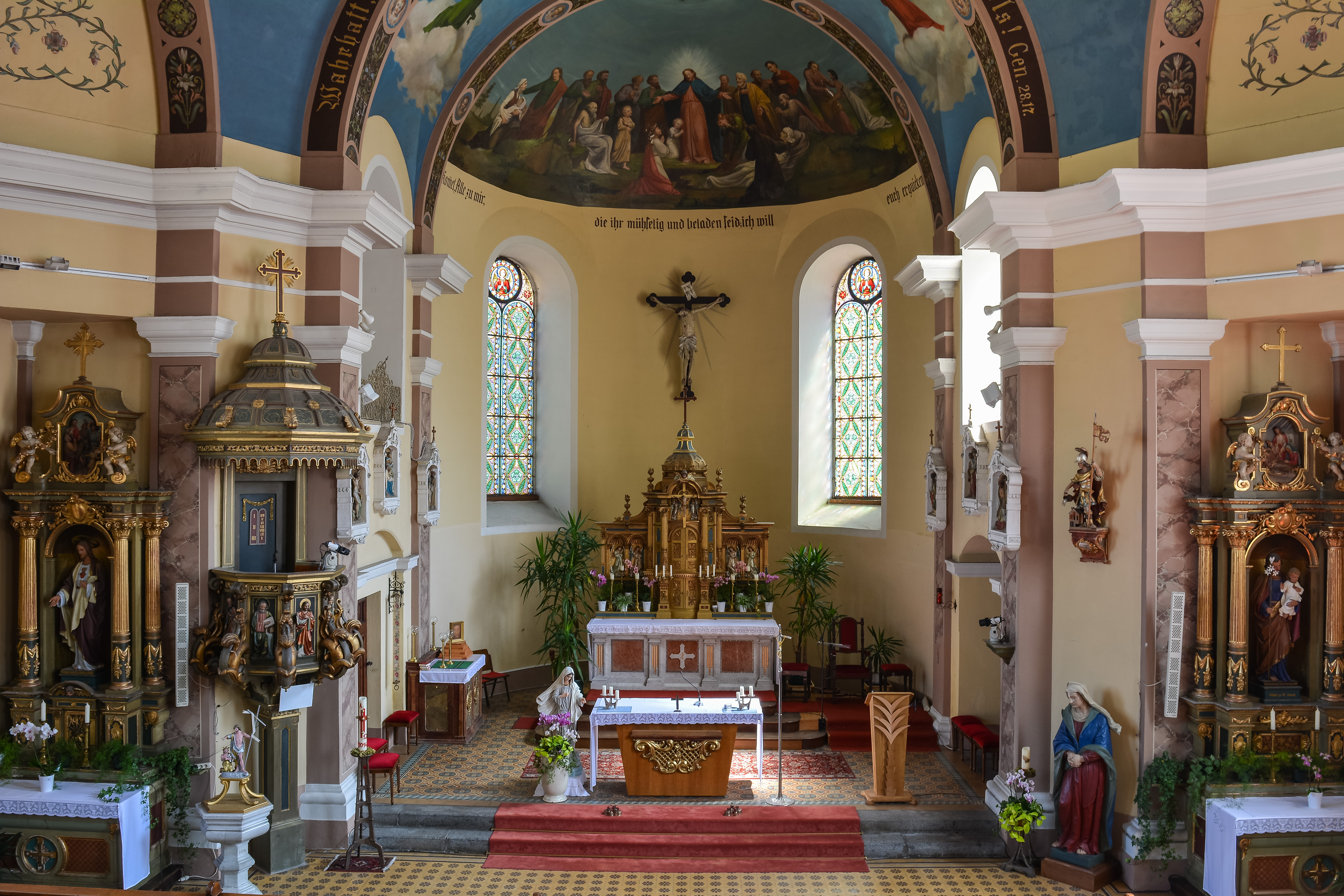
Blick vom Langhaus zum Chor

An das einschiffige zweijochige breite Langhaus mit einem Hängekuppelgewölbe schließt ein einschiffiger zweijochiger Chor mit Halbkreisschluss an. Die Deckengemälde schuf Andreas Strickner von 1895 bis 1897.

## Ausstattung
Hochaltar, Seitenaltäre, Kreuzweg und Kanzel wurden 1907 von Ludwig Linzinger im neubarocken Stil geschaffen. An der Südseite des Langhauses befindet sich das ehemalige Hochaltarbild mit Darstellung des hl. Florian vom Ende des 17. Jahrhunderts, an der Nordseite ein Bild der Verkündigung aus der Kremser-Schmidt-Schule vom Ende des 18. Jahrhunderts.
Die Orgel mit zwei Manualen und 17 Registern wurde 1927 von Josef Panhuber aus Ottensheim erbaut.